# لوییجی (بازیکن فوتبال)
لوییجی هانری سوسا سانتوس یا به اختصار لوییجی (انگلیسی: Luighi؛ زادهٔ ۳۰ آوریل ۲۰۰۶) بازیکن فوتبال اهل برزیل است که در حال حاضر برای باشگاه فوتبال پالمیراس بازی می‌کند.
وی همچنین در تیم ملی فوتبال زیر ۱۷ سال برزیل بازی کرده است.

## دوران باشگاهی
از ۱۰ سالگی در پالمیراس، لوییجی توسط رسانه‌ها به عنوان یکی از بازیکنان «نسل یک میلیارد پالمیراس» شناخته می‌شود، در کنار بازیکنانی چون اندریک، استوائو ویلیان و لوئیز گیلرمه شناخته شد.
در ۲۶ ژوئن ۲۰۲۴، لوییجی به‌طور قطعی توسط مربی ابل فریرا به تیم حرفه‌ای پالمیراس ارتقا یافت. او در ۷ ژوئیه ۲۰۲۴، در یک مسابقه مقابل باهیا، اولین بازی حرفه‌ای خود را انجام داد.